# 亞馬爾區

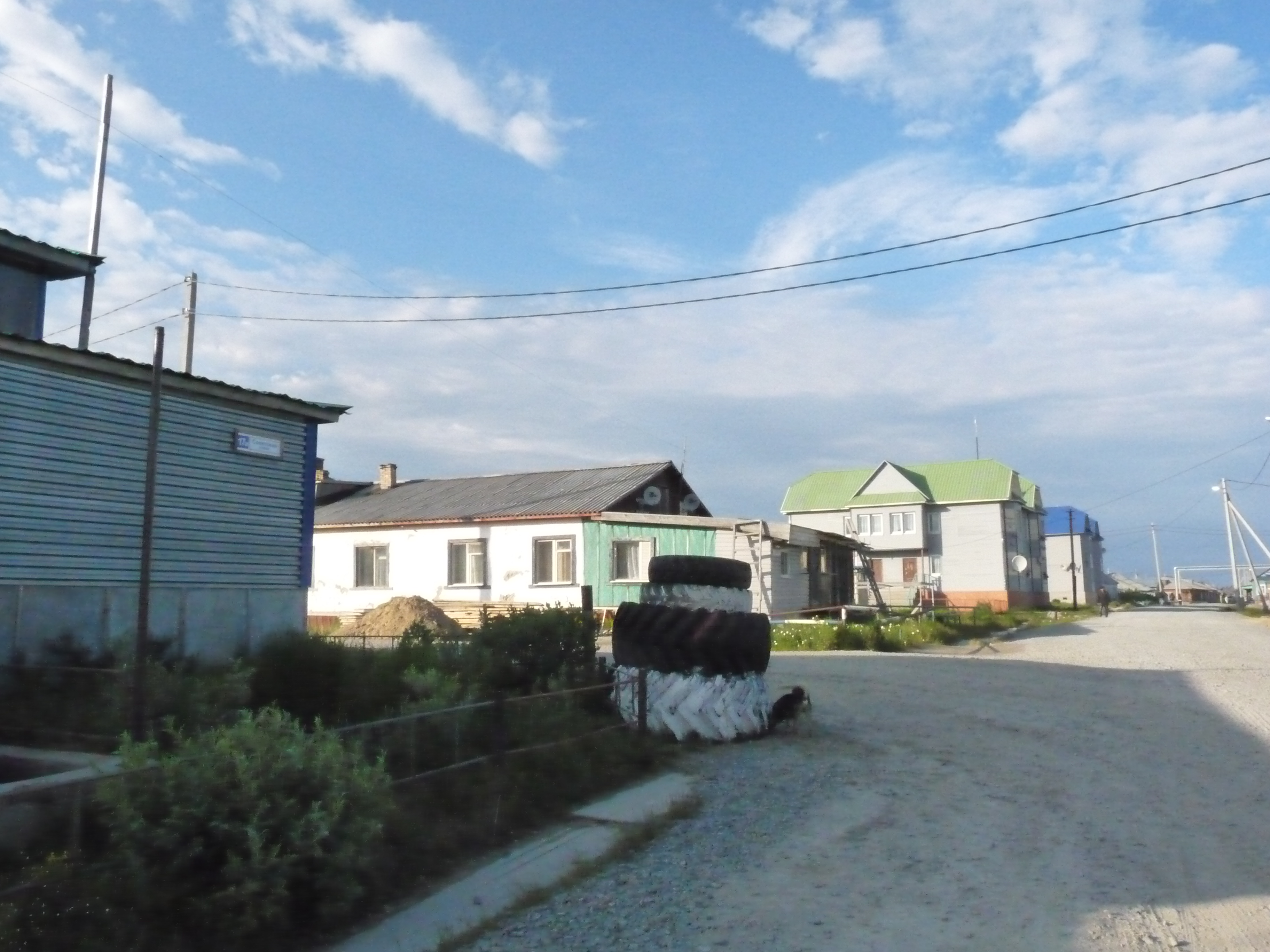

66°51′48″N 70°49′48″E / 66.86333°N 70.83000°E
亞馬爾區（俄语：Ямальский район），是俄羅斯的一個區，位於該國北部，由亞馬爾-涅涅茨自治區負責管轄，面積117,410平方公里，2010年人口16,310，人口密度每平方公里0.14人。